# Garofolket
Garofolket är bosatt i nordöstra delen av Indien, i huvudsak i delstaten Meghalaya där den till antalet är den största folkstammen. Deras traditionella område är kallas Garo Hills, och är en höglänt, skogbeklädd trakt. Folkmängden i Indien är totalt omkr 1.160.000. Garo är en så kallad scheduled tribe.
Garofolket flyttade till Meghalaya troligen för omkring fyrahundra år sedan från Tibet. Deras huvudsakliga språk är garo och de flesta har antagit kristendomen till följd av den kristna missionsverksamheten. Den största näringen är jordbruk.  
Garo är ett matriarkalt folk och arvsrätten löper bara på spinnsidan i en familj. Den yngsta dottern ärver bostaden från sin mor och mannen flyttar in hos kvinnan vid giftermålet.